# Raoul Retzer
Raoul Retzer (eigentlich Raoul Richard Karl Pollitzer, * 22. Mai 1919 in Wien; † 8. August 1974 ebenda) war ein österreichischer Schauspieler.

## Leben
Retzer stand bereits als Fünfjähriger auf der Bühne und spielte am Burgtheater und am Volkstheater. Nur zwei Jahre später, im Herbst 1926, gab er als junger Janku seinen Einstand beim Film in Der Rastelbinder. Als Retzer 1929 zusammen mit seinem älteren Bruder, Kurt Retzer, für Karl Schönherrs Karrnerleut’ eine Kostümprobe absolvierte und dabei extemporierte, wurde ihm von sämtlichen Darstellern des Volkstheaters eine große Zukunft prophezeit.
Während des gesamten Zweiten Weltkriegs war er Soldat. Danach setzte er seine Schauspielerlaufbahn als Erwachsener fort, zunächst im Salzburger Laterndl an der Stiege, Kabarett und Kleinkunstbühne (Itzlinger Hauptstraße 46), wo er ab dem Tag der Eröffnung, 25. Juli 1946, bis zur konkursbedingten Schließung im Oktober selben Jahres unter Erich Hüffel auf der Bühne stand. Zurück in Wien, trat über Jahre in der Revuebühne Casanova (Dorotheergasse 6–8) unter Oskar Posché auf, ab September 1950 im Simpl unter Martin Klein-Viggo.
Ab 1952 spielte Retzer beim Film. Oft ungenannt, fungierte er in einer immensen Anzahl von Klein- und Kleinstrollen, meist in Komödien unter der Regie von Franz Antel. Retzer verkörperte vor allem Knechte, Dienstmänner und Polizisten, manchmal Gauner. Er wirkte in ähnlicher Funktion auch in zahlreichen Fernsehfilmen und Serien mit. 1962 sorgte er am Rande der Dreharbeiten zu dem Film Ohne Krimi geht die Mimi nie ins Bett für einen Eklat, als er während eines Festessens offenbar aus Eifersucht auf Harald Juhnke einschlug.
Trotz sehr vieler  Engagements beim Film, Fernsehen und Theater war Retzer im Moment seines Todes (dritter Herzinfarkt) so sehr verarmt, dass sein langjähriger Regisseur Antel unter den Kollegen für Retzers Beerdigung sammeln ging: 76 Spender stifteten insgesamt 23.350 Schilling. – Raoul Retzer wurde auf dem Hütteldorfer Friedhof in Wien (1-G54) begraben.

## Filmografie
- 1927: Der Rastelbinder
- 1952: Ideale Frau gesucht
- 1952: Der Obersteiger
- 1953: Ein tolles Früchtchen
- 1954: Die süßesten Früchte
- 1954: Verliebte Leute
- 1955: An der schönen blauen Donau
- 1955: Ja, so ist das mit der Liebe (Ehesanatorium)
- 1955: Sonnenschein und Wolkenbruch
- 1955: Die Wirtin zur Goldenen Krone
- 1955: Heimatland
- 1955: Der Kongreß tanzt
- 1955: Der letzte Akt
- 1956: Kaiserball
- 1956: Das Liebesleben des schönen Franz
- 1956: Wenn Poldi ins Manöver zieht (Manöverzwilling)
- 1956: Lumpazivagabundus
- 1956: Das Hirtenlied vom Kaisertal
- 1956: Bademeister Spargel
- 1956: Roter Mohn
- 1957: Skandal in Ischl
- 1957: Und so was will erwachsen sein (Die Winzerin von Langenlois)
- 1957: Vier Mädels aus der Wachau
- 1957: Noch minderjährig (Unter Achtzehn)
- 1957: Almenrausch und Edelweiss
- 1958: Der Page vom Palast-Hotel
- 1958: Auch Männer sind keine Engel (Wiener Luft)
- 1958: So ein Millionär hat’s schwer
- 1958: Liebe, Mädchen und Soldaten
- 1958: Im Prater blüh’n wieder die Bäume
- 1958: Der Priester und das Mädchen
- 1958: Ooh … diese Ferien
- 1958: Die Straße
- 1958: Gefährdete Mädchen
- 1958: Gräfin Mariza
- 1958: Solang’ die Sterne glüh’n (Zirkuskinder)
- 1959: Mikosch im Geheimdienst
- 1959: Traumrevue
- 1959: Mädchen für die Mambo-Bar
- 1959: Zwölf Mädchen und ein Mann
- 1959: Ich heirate Herrn Direktor
- 1960: Meine Nichte tut das nicht
- 1960: Im weißen Rößl
- 1960: Die Glocke ruft (Glocken läuten überall)
- 1960: Kriminaltango
- 1960: Der brave Soldat Schwejk
- 1961: Geheime Wege (The Secret Ways)
- 1961: Ein Stern fällt vom Himmel
- 1961: Mann im Schatten
- 1961: … und du mein Schatz bleibst hier
- 1961: Mariandl
- 1961: Saison in Salzburg
- 1961: Im schwarzen Rößl
- 1961: Schlager-Revue 1962
- 1962: Das ist die Liebe der Matrosen
- 1962: Drei Liebesbriefe aus Tirol
- 1962: Das süße Leben des Grafen Bobby
- 1962: Ohne Krimi geht die Mimi nie ins Bett
- 1962: Die Försterchristel
- 1962: …und ewig knallen die Räuber
- 1962: Waldrausch
- 1963: Der Unsichtbare
- 1963: Maskenball bei Scotland Yard
- 1963: Die schwarze Kobra
- 1963: Schwejks Flegeljahre
- 1963: Der Musterknabe
- 1964: Rote Lippen soll man küssen (Die ganze Welt ist himmelblau)
- 1964: Das hab ich von Papa gelernt
- 1964: Hilfe, meine Braut klaut
- 1964: Liebesgrüße aus Tirol
- 1964: Happy-End am Wörthersee (Happy-End am Attersee)
- 1964: Der gelbe Rolls-Royce
- 1965: Ruf der Wälder
- 1966: Der Kongreß amüsiert sich
- 1966: 00Sex am Wolfgangsee
- 1966: Luftkreuz Südost
- 1966: Gern hab ich die Frauen gekillt
- 1966: Pater Brown (Fernsehserie, Staffel 1, Folge 7: Das Auge des Apoll)
- 1966: Das Spukschloß im Salzkammergut
- 1967: Mister Dynamit – Morgen küßt Euch der Tod
- 1967: Die Wirtin von der Lahn
- 1967: Das große Glück
- 1968: Paradies der flotten Sünder
- 1969: Warum hab’ ich bloß 2x ja gesagt?
- 1970: Unsere Pauker gehen in die Luft
- 1970: Wer zuletzt lacht, lacht am besten
- 1970: Wenn die tollen Tanten kommen
- 1971: Das haut den stärksten Zwilling um
- 1971: Gebissen wird nur nachts – das Happening der Vampire
- 1971: Tante Trude aus Buxtehude
- 1971: Rudi, benimm dich!
- 1971: Das haut den stärksten Zwilling um
- 1971: Verliebte Ferien in Tirol
- 1972: Top Secret (The Salzburg Connection)
- 1972: Außer Rand und Band am Wolfgangsee
- 1972: Die lustigen Vier von der Tankstelle
- 1972: Trubel um Trixie
- 1973: Frau Wirtins tolle Töchterlein
- 1973: Geh, zieh dein Dirndl aus
- 1973: Auch Ninotschka zieht ihr Höschen aus
- 1974: Wenn Mädchen zum Manöver blasen
- 1974: Ach jodel mir noch einen